# Iulius Firmicus Maternus
Iulius Firmicus Maternus war ein spätantiker römischer Senator und astrologischer Schriftsteller des 4. Jahrhunderts, der später zum Christentum übertrat. Ansonsten ist kaum etwas über sein Leben bekannt.

## Werke
Etwa 335 bis 337 verfasste der aus Sizilien stammende Firmicus die Matheseos libri octo – kurz Mathesis –, ein Werk zur antiken Astrologie in acht Büchern. Inhaltlich zeigt Firmicus Maternus „im 1. B[uch] eine Verteidigung der Astrologie, in den weiteren 7 die astrologischen Grundbegriffe und Lehren von den 12 Orten, Himmelsachsen und vor allem den Horoskopen in den Tierkreiszeichen, in ihrer Verbindung mit einem oder mehreren Planeten in ihren verschiedenen Aspekten. Danach werden die Voraussagen über Kinder, Eltern, Krankheiten, Ehe, Geisteskrankheiten, verschiedene Berufe gegeben. Das 8. B[uch] enthält eine kurze Darstellung der Sphaera Barbarica.“
Das Werk ist dem Statthalter Kampaniens, Egnatius Lollianus Mavortius, gewidmet, der zum Zeitpunkt der Widmung jedoch bereits zum proconsul Africae aufgestiegen war.
Später trat Firmicus Maternus zum Christentum über und schrieb zwischen 346 und 350 das Buch De errore profanarum religionum, in dem er die nichtchristlichen Religionen angriff und zu ihrer Ausrottung aufrief.

## Trivia
Der Mondkrater Firmicus ist nach ihm benannt.
In der Mathesis wird erstmals die Chemie als Wissenschaft erwähnt.

## Ausgaben
- Wilhelm Kroll, Franz Skutsch (Hrsg.): Matheseos libri VIII. Bd. 1, 1897 (Bd. 1 online); Bd. 2, 1913 (mit Konrat Ziegler) (Bd. 2 online). Nachdruck mit Nachträgen Teubner, Stuttgart 1968.
- Hagall Thorsonn (Übers.): Julii Fermici Materni matheseos libri VIII. Kalisch, Königsberg 1927.
- Germanus Morin (Hrsg.): J. Firmici Materni Consultationes Zacchaei et Apollonii. Ad normam codicum recognitas adiectis adnotationibus criticis et indicibus. Hanstein, Bonn 1935.
- Konrat Ziegler (Hrsg.): De errore profanarum religionum. Hueber, München 1953.
Übersetzung: Vom Irrtum der heidnischen Religionen. Ebda.
- Pierre Monat (Hrsg.): Mathesis. 2. Auflage. 3 Bände. Les Belles Lettres, Paris 2002–2003.
- Jean Rhys Bram: Ancient Astrology : Theory and Practice : Matheseos Libri VIII. Noyes, 2005, ISBN 1-933303-10-7 (englische Übersetzung).
- Hagall Thorsonn (Übers.), Reinhard Stiehle (Hrsg.): Die Acht Bücher des Wissens - Matheséos libri VIII. Chiron Verlag Tübingen 2008, ISBN 978-3899971712.